# 若林ひとみ
若林ひとみ（わかばやし ひとみ、1953年〈昭和28年〉9月5日 - 2005年〈平成17年〉11月25日）は、日本のドイツ語翻訳家、ドイツ文化研究家。

## 人物・来歴
宮城県出身（北海道札幌市生まれ）。宮城県第一女子高等学校卒業、1977年東京外国語大学ドイツ語科卒業。1974年から1975年、1980年から1981年ドイツ留学、ビーレフェルト大学・ミュンヘン大学で学ぶ。外資系銀行、出版社勤務の後、フリーランスで通訳、翻訳、ライター等の仕事に従事。また、来日したドイツ人ジャーナリストの取材コーディネーターも務めていた。
児童文学を中心に、数多くのドイツ文学を翻訳・紹介。また、第二次世界大戦中の反ナチス運動「白いバラ」の中心メンバーであったゾフィー・ショルの伝記（ヘルマン・フィンケ著）の翻訳も行った。
ドイツ留学中の1974年、本場ドイツのクリスマスを初めて体験。1985年からはほぼ毎年ヨーロッパに出かけ、各国のクリスマスゆかりの地を取材、アンティークのクリスマスグッズの収集も行う。
元文京区議会議員（1995年5月1日から2期8年）。全国の地方議員による組織「開かれた議会をめざす会」の発起人で、代表・事務局長を務めていた。
ガンのため52歳で死去。

## 著書
- 『サンタさんからおへんじついた!?』（南家こうじ絵、ポプラ社） 1992.11
- 『クリスマスの文化史』（白水社） 2004.12
- 『名作に描かれたクリスマス』（岩波書店） 2005.11

## 翻訳
- 『ゾフィー21歳 ヒトラーに抗した白いバラ』（ヘルマン・フィンケ（ドイツ語版）編著、草風館） 1982.10／新版 2006.2　※草風館刊はいずれも出版社との話し合いにより絶版[7][8]
  - 『白バラが紅く散るとき――ヒトラーに抗したゾフィー21歳』（講談社文庫） 1986.8　※草風館1982年刊の改題改訂
- 『ちいさなみどりのきょうりゅうくん』（ウルズラ・フックス（ドイツ語版）著、アイガ・ラッシュ（ドイツ語版）画、さ・え・ら書房） 1983.3
- 『マクシィぼうやのいえで』（イリーナ・コルシュノウ、倉橋達治絵、金の星社） 1984.10
- 『どろぼうダダダ』（ウルズラ・レーマンーグゴルツ（wikidata）、ケティ・ベントーツァウク（ドイツ語版）絵、さ・え・ら書房） 1984.10
- 『おじいちゃんだいすき』（W・ハラント（ドイツ語版）作、C・O・ディモウ（wikidata）絵、あかね書房） 1984.12
- 『みどりの森はだれのもの』（マリー・マルクス（英語版）絵と文、さ・え・ら書房） 1986.4
- 『あめの日のおさんぽ』（U・シェフラー（ドイツ語版）文、U・ヴェンセル（フランス語版）絵、文化出版局） 1986.6
- 『サンタクロースがすねちゃった』（アヒム・ブレーガー（ドイツ語版）文、ウテ・クラウゼ（ドイツ語版）作・絵、佑学社） 1986.11
- 『フィッツェブッツェ』（パウラ（英語版）&リヒャルト・デーメル文、エルンスト・クライドルフ（英語版）絵、ほるぷ出版） 1986.12
- 『おおかみと七ひきの子やぎ 完訳グリムどうわ』（アン・ロンビー（フランス語版）絵、偕成社、世界のどうわ） 1987.1
- 『ブレーメンのおんがくたい 完訳グリムどうわ』（F・ローソン(Françoise Lorson)絵、偕成社、世界のどうわ） 1987.1
- 『みんなの幽霊ローザ』（クリスティーネ・ネストリンガー、岩波書店） 1987.6
- 『きゅうりの王さまやっつけろ』（ネストリンガー、岩波少年文庫） 1987.7
- 『アルプスの少女ハイジ』（ヨハンナ・シュピーリ、田村セツコ絵、ポプラ社） 1987.12
- 『灰色やしきのネズミたち』（ヴィリー・フェアマン（ドイツ語版）、山内ふじ江絵、国土社） 1988.2
- 『片手いっぱいの星』（ラフィク・シャミ、岩波書店） 1988.7
- 『屋根の上の海賊』（ヨー・ペスツム（ドイツ語版）、ながしまよういち画、あかね書房） 1988.12
- 『おかあさんへ 母の日おめでとう』（アヒム＝ブレーガー、浜田桂子絵、講談社） 1989.4
- 『チョコレートとバナナの国で』（カーリン・ギュンディッシュ（ドイツ語版）、中村悦子絵、さ・え・ら書房） 1990.4
- 『じめんのしたのなかまたち』（エベリン・ハスラー（英語版）文、ケティ・ベント絵、富山房） 1990.10
- 『ぼうしネコとゆかいな仲間』（ジーモン（ドイツ語版）&デージ・ルーゲ（ドイツ語版）、岩波書店） 1991.4／岩波少年文庫 1997.11
- 『ぼうしネコのたのしい家』（ジーモン&デージ・ルーゲ、岩波書店） 1991.6／岩波少年文庫 1997.11
- 『よるの森のひみつ スイス南部の昔話より』（エベリーン・ハスラー文、ケティ・ベント絵、富山房） 1993.11
- 『海賊の心臓』（ベノ・プルードラ（英語版）、ユダ・バウアー画、大日本図書） 1995.1
- 『ナオミの秘密』（マイロン・リーボイ（英語版）、岩波少年文庫） 1995.6
- 『ほしのこのひみつ』（アルカディオ・ロバト（スペイン語版）、フレーベル館） 1998.5
- 『しろくまオント サンタクロースにあいにいく』（アルカディオ・ロバト、フレーベル館） 1998.10
- 『チンパンジーとさかなどろぼう タンザニアのおはなし』（ジョン・キラカ（英語版）、岩波書店） 2004.6 - 大型絵本

### エルビン・モーザー
- 『ちびぞうビンチッヒ』（エルビン・モーザー（英語版）、ほるぷ出版、ちびぞうビンチッヒ） 1987.11
- 『ビンチッヒとおともだち』（エルビン・モーザー、ほるぷ出版、ちびぞうビンチッヒ） 1988.6
- 『マヌエルとディディのおはなし 冬』（エルビン・モーザー、大日本絵画、かいがのえほん） 1988.11
- 『マヌエルとディディのおはなし 夏』（エルビン・モーザー、大日本絵画、かいがのえほん） 1988.11
- 『マヌエルとディディのおはなし 春』（エルビン・モーザー、大日本絵画、かいがのえほん） 1988.11
- 『マヌエルとディディのおはなし 秋』（エルビン・モーザー、大日本絵画、かいがのえほん） 1988.11
- 『ビンチッヒたびにでる』（エルビン・モーザー、ほるぷ出版、ちびぞうビンチッヒ） 1988.12
- 『ビンチッヒのあたらしいたび』（エルビン・モーザー、ほるぷ出版、ちびぞうビンチッヒ） 1989.11

### 「こちらB組探偵団」
- 『名画を追え』（ステファン＝ボルフ（英語版）、偕成社、Kノベルス、こちらB組探偵団） 1988.12
- 『クラスメート誘拐』（ステファン=ボルフ、偕成社、Kノベルス、こちらB組探偵団 3） 1989.2
- 『放火魔のくる夜』（ステファン=ボルフ、偕成社、Kノベルス、こちらB組探偵団 10） 1990.12